# Enfrentamientos en Gadzi de 2022
Los enfrentamientos en Gadzi de 2022 ocurrieron a finales de marzo y abril de 2022, cuando una serie de enfrentamientos intercomunitarios entre Gadzi y las subprefecturas vecinas de Yaloke en la República Centroafricana causaron decenas de muertes y más de dos mil desplazados.

## Enfrentamientos
El 27 de marzo, alrededor de 150-200 rebeldes Fulani y 3R atacaron la aldea de Gontikiri cerca de Gadzi con armas ligeras y pesadas. Desde finales de marzo, una serie de ataques en la región han matado a diez civiles y herido gravemente a una persona.
El 3 de abril, un grupo de 12 comerciantes a bordo de siete motocicletas fue capturado por rebeldes del 3R en la aldea de Zawélé mientras se dirigía al mercado semanal en la aldea de Guen. Los despojaron de todas sus pertenencias y quemaron todas las motocicletas. Las víctimas, severamente golpeadas, fueron hospitalizadas en estado grave. La población local en respuesta llevó a cabo un ataque de represalia contra un campamento de pastores Fulani Mbororo, causando varias muertes y lesiones. En respuesta, Fulani pidió a los rebeldes de 3R que vinieran a apoyarlos. Los rebeldes atacaron a la población local en las aldeas de Gontikiri, Zawélé, Mayaka, Moinam, Gbon, Zokombo y Zaoro-Yanga. Las aldeas de Yassimbéré y Boibalé fueron atacadas el 8 de abril y siete personas murieron por disparos de fulani armados. Sus motocicletas fueron quemadas. El mismo día, presuntos rebeldes del 3R atacaron un convoy de siete motocicletas en la aldea de Gontikiri matando a tres personas, saqueando cosas y quemando motocicletas. Los atacantes en total mataron a docenas de personas y destrozaron y saquearon las casas y pertenencias de las personas, además de causar un desplazamiento masivo de la población. Según los informes, los jóvenes locales trataron de repeler a los invasores, sin embargo, sin armas, los atacantes lograron invadir la región y la ciudad de Gadzi se vació de su población.
El 8 de abril, entre las 15:00 y las 17:00, combatientes anti-balaka atacaron el campamento de Fulani, situado en el monte, cerca de la aldea de Zawa. Al menos una docena de personas murieron, treinta bueyes fueron sacrificados y las casas quemadas. Los combatientes anti-balaka pertenecían a una facción progubernamental liderada por el general Severin Ndoguia, alias «Le Bleu». El 11 de abril, alrededor de las 15:00, combatientes anti-balaka atacaron el campamento de Fulani en la aldea de Bekadili. Alrededor de 13 personas murieron en total y 100 bueyes fueron robados por los atacantes.

### Desplazamiento de la población
Los combates causaron desplazamientos masivos de población, con 2000 personas huyendo a Zawa y 300 a Yaloke con algunas personas supuestamente en el monte sin comida. Las personas desplazadas encontraron refugio con familias de acogida y en una escuela. Algunos de ellos estaban sin refugio teniendo que dormir a la intemperie. Se informó de que los asociados humanitarios se estaban movilizando. También se informó que los refugiados carecían de atención médica, alimentos y agua potable. El diputado local, Janssen Wandoui So-Ingkossi fue a Yaloke y Gadzi, donde distribuyó alimentos a la gente. Pidió al gobierno y a las organizaciones internacionales que ayuden a las personas desplazadas, así como a las fuerzas armadas que se desplegarán en Gadzi. El alcalde de la comuna de Mbali, Fidèle Zoranga, también pidió el despliegue de fuerzas armadas en el área que describió como abandonada.